# Торіла
То́ріла (ест. Torila küla) — село в Естонії, у волості Пейпсіяере повіту Тартумаа.

## Населення
Чисельність населення на 31 грудня 2011 року становила 45 осіб.

## Географія
Через населений пункт проходить автошлях 22238 (Калласте — Кокора — Сииру).

## Історія
До 23 жовтня 2017 року село входило до складу волості Алатсківі.

## Видатні особи
У Торіла народився естонський композитор і диригент Едуард Тубін (1905—1982).